# 宋志平
宋志平（1956年9月22日—），男，河北深澤人。中國建筑材料集团有限公司、中国建材股份有限公司（3323.HK）前董事長及常務董事。中共十五大代表。

## 生平
宋志平畢業於河北大学化學系、工商管理硕士和管理工程博士，以及武汉理工大学管理科学与工程专业博士生导师。
他在1979年開始，曾任北京新型建筑材料总厂工作，历任技术员、处长、副厂长、廠長等职务，之後委任中国新型建筑材料公司、北新集团建材股份有限公司董事長一職。同時又是國藥集團董事長及獨立非常務董事一職。
2018年6月13日，宋志平正式退任中國建筑材料集团有限公司、中国建材股份有限公司(3323.HK)董事長及常務董事職務，原因是和前上市公司中材股份合併重整架構。

## 荣誉
全国优秀青年企业家，全国优秀企业家“金球奖”，中国创业企业家，列入中国企业联合会、中国企业家协会联合论证的首批高级职业经理等所有資料。